# 6232 Zubitskia
6232 Zubitskia eller 1985 SJ3 är en asteroid i huvudbältet som upptäcktes den 19 september 1985 av det rysk-sovjetiska astronomparet Nikolaj och Ljudmila Tjernych vid Krims astrofysiska observatorium på Krim. Den har fått sitt namn efter Danila Nikiforovich Zubitskij och Natalia Petrovna Zubitska.
Asteroiden har en diameter på ungefär 5 kilometer och den tillhör asteroidgruppen Flora.